# Cuartel Simón Bolívar
Cuartel Simón Bolívar fue un inmueble utilizado por la Dirección de Inteligencia Nacional (DINA) como lugar de detención y tortura, desaparición y exterminio de opositores a la dictadura de Augusto Pinochet. El recinto se ubicaba en la comuna de La Reina, fue utilizado por un grupo operativo de la DINA denominado Brigada Lautaro.

## Origen
El origen del cuartel Simón Bolívar es la Brigada Lautaro. La unidad fue creada en abril de 1974 para cumplir labores de “inteligencia” y seguridad del director de la DINA. Estuvo a cargo del capitán Juan Morales Salgado, secundado por el teniente Armando Fernández Larios. A principios de 1975, cuando la brigada alcanzaba la veintena de agentes, son trasladados a la parcela de La Reina. Tiempo después sumaban cerca de treinta.

## Cuartel de la DINA en 1976
El año 2007 el magistrado Víctor Montiglio investigaba la DINA, el proceso judicial Caso Calle Conferencia que investigaba trataba sobre los crímenes de la dictadura en relación con lo crímenes contra militantes del partido comunista. El Informe Rettig, denunció que la DINA, luego de la represión a los militantes del MIR, dirigió desde el año 1975 al año 1976 una persecución a los militantes comunistas que estaban en la clandestinidad. El magistrado con la información reunida, dio con un recinto que no había sido denunciado por las comisiones de verdad: Rettig o Valech. Un inmueble de la DINA donde ninguno de los prisioneros sobrevivió a ese recinto. Este recinto estuvo bajo la tuición de una de los grupos operativos de la DINA, la Brigada Lautaro. Grupo que tuvo la tarea de la detención, reclusión, desaparición de los militantes comunistas en 1976. El testigo que dio a conocer estos hechos fue un joven que estuvo trabajando como mozo en el recinto de la DINA. Testigo que declaró ante los investigadores del proceso sobre las funciones de este recinto. Testimonio que luego ratificó ante el magistrado Víctor Montiglio.
El cuartel de la DINA, fue un centro de reclusión, en el que estuvo el máximo dirigente comunista de la Dirección del partido que estaban en la clandestinidad Víctor Díaz López. El dirigente siguió el mismo destino de todos los detenidos del recinto, ejecutado por los agentes. Para luego ser su cuerpo ser llevado en helicóptero para ser lanzado al mar. Concretizando la desaparición de los detenidos de ese recinto. El capitán Juan Morales Salgado, estuvo a cargo del recinto, bajo su mando cerca de treinta agentes DINA, entre ellos una mujer, la enfermera Gladys Calderón. Los agentes habían estado en Villa Grimaldi donde habían aprendido la mecánica de la represión contra los militantes de izquierda la detención y tortura. Por el centro de exterminio pasaron cerca de 80 militantes del Partido Comunista.

## Ausencia de recinto de memoria
El ex cuartel Simón Bolívar ubicado en la calle Simón Bolívar 8800 fue demolido. El predio fue vendido a un particular donde actualmente se ubica un conjunto habitacional; no ha sido realizado un sitio de memoria como sí ha sucedido en otros recintos de reclusión de la DINA como Villa Grimaldi. El 4 de abril de 2016 se inauguró un pequeño memorial para recordar que existió este recinto de reclusión en las cercanías, construido en una plaza este pequeño memorial recuerda a las víctimas que pasaron por este recinto.